# Tim van Rijthoven
Tim van Rijthoven (Roosendaal, Países Bajos, 24 de abril de 1997) es un extenista profesional neerlandés.

## Carrera
Debutó en el cuadro principal de un torneo ATP el año 2016 en Winston-Salem. Tras disputar las clasificaciones entró como perdedor afortunado en reemplazo de un lesionado Thanasi Kokkinakis, pero perdió en primera ronda contra Jiří Veselý.
En 2021 disputó su primera final a nivel Challenger en Segovia, donde perdió contra Benjamin Bonzi por 6-7 (10), 6-3, 4-6 en más de dos horas de juego. En febrero de 2022 alcanzó la final del Challenger de Forli IV desde las clasificaciones, pero Jack Draper obtuvo el campeonato tras ganar por 6-1, 6-2.
Siendo el 205° del mundo recibió una invitación para participar en el Torneo de 's-Hertogenbosch 2022.  Sin victorias a nivel ATP hasta ese momento, alcanzó la final superando en el camino a jugadores como Taylor Fritz y Félix Auger-Aliassime.  En la definición enfrentó a Daniil Medvédev, 2° en la clasificación y que logró de nuevo el primer puesto a la semana siguiente, y lo superó por 6-4, 6-1 en poco más de una hora de encuentro. Con su triunfo en Países Bajos, que además contó con dos victorias sobre jugadores del top-ten, logró subir 99 puestos y ubicarse en el lugar 106°.
Tras su triunfo en Países Bajos recibió una invitación para el cuadro principal de Wimbledon 2022. Logró en aquella participación alcanzar la cuarta ronda tras superar en el debut a Federico Delbonis y posteriormente a los cabezas de serie Reilly Opelka y Nikoloz Basilashvili. Finalmente su acceso a cuartos de final fue denegado por Novak Djokovic, que lo superó en cuatro sets por 6-2, 4-6, 6-1 y 6-2.
El 8 de julio de 2025 anunció a través de sus redes sociales su retiro con 28 años, justificado en una lesión de codo de la que no logró recuperarse para desarrollar una carrera profesional.

## Títulos ATP (1; 1+0)

### Individual (1)
| Leyenda                         |
| Grand Slam (0)                  |
| ATP Wourld Tour Finals (0)      |
| ATP World Tour Masters 1000 (0) |
| ATP World Tour 500 (0)          |
| ATP World Tour 250 (1)          |

| N.º | Fecha               | Torneo           | Superficie | Oponente en la final | Resultado |
| --- | ------------------- | ---------------- | ---------- | -------------------- | --------- |
| 1.  | 12 de junio de 2022 | 's-Hertogenbosch | Hierba     | Daniil Medvédev      | 6-4, 6-1  |

## Títulos ATP Challenger (3; 0+3)

#### Finalista (2)
| N.º | Fecha                 | Torneo                | Superficie | Oponente en la final | Resultado       |
| --- | --------------------- | --------------------- | ---------- | -------------------- | --------------- |
| 1.  | 1 de agosto de 2021   | Challenger de Segovia | Dura       | Benjamin Bonzi       | 106-7, 6-3, 4-6 |
| 2.  | 20 de febrero de 2022 | Challenger de Forlì 4 | Dura (i)   | Jack Draper          | 1-6, 2-6        |

### Dobles (3)
| N.º | Fecha                    | Torneo                   | Superficie    | Pareja         | Oponentes en la final              | Resultado         |
| --- | ------------------------ | ------------------------ | ------------- | -------------- | ---------------------------------- | ----------------- |
| 1.  | 29 de mayo de 2021       | Challenger de Oeiras 4   | Tierra batida | Jesper De Jong | Julian Lenz Roberto Quiroz         | 6-1, 7-63         |
| 2.  | 24 de julio de 2021      | Challenger de Pozoblanco | Dura          | Igor Sijsling  | Diego Hidalgo Sergio Martos Gornes | 5-7, 7-64, [10-5] |
| 3.  | 18 de septiembre de 2021 | Challenger de Rennes     | Dura (i)      | Bart Stevens   | Marek Gengel Tomáš Macháč          | 26-7, 7-5, [10-3] |

#### Finalista (1)
| N.º | Fecha               | Torneo                     | Superficie    | Pareja            | Oponentes en la final           | Resultado         |
| --- | ------------------- | -------------------------- | ------------- | ----------------- | ------------------------------- | ----------------- |
| 1.  | 31 de julio de 2016 | Challenger de Scheveningen | Tierra batida | Tallon Griekspoor | Wesley Koolhof Matwé Middelkoop | 1-6, 6-3, [11-13] |